# Автомагістраль Тракія
Автомагістраль Тракія (болг. Автомагистрала „Тракия“, Avtomagistrala "Trakiya" ) або Фракійська автострада, позначена як A1, є автомагістраллю в Болгарії. Вона з'єднує столицю Софію, місто Пловдив і місто Бургас на узбережжі Чорного моря. Автомагістраль названа на честь історичної області Фракії, північну (болгарську) частину якої вона охоплює із заходу на схід. Загальна протяжність траси Тракія становить 360 км. Остання секція відкрита 15 липня 2013 року після 40 років будівництва.
Автомагістраль Тракія з'єднується з кільцевою дорогою Софії на її східному кінці, дозволяючи швидкий доступ до автомагістралі Хемус (A2) і автомагістралі Струма (A3) через Північну об'їзну автомагістраль Софії (частина автостради Європи, A6).
На східному кінці, неподалік від Бургаса, автомагістраль Тракія з’єднається із запланованою автомагістраллю Чорно Море (A5), забезпечуючи швидкий доступ з півдня до міста Варна та пляжних курортів на Чорному морі.
Автомагістраль Маріца (А4) відгалужується на розв'язці Орізово на 169 кілометрі, щоб з'єднатись автомагістралі Тракія з Туреччиною на прикордонному переході Капітан Андрєєво. Розв'язка розташована між Пловдивом і Чирпанем, приблизно 5 км на північ від м.Первомай.

## Історія
Будівництво автомагістралі почалося в 1973 році і перші 10 км від Софії до Нового Хану, введених в експлуатацію в 1978 році. У 1984 році автомагістраль досягла Пловдива, другого за величиною міста Болгарії. У 1995 році 32 км ділянки будівництва було завершено між Пловдивом і розв’язкою Плодовітово за участю співфінансування ЄБРР. У 2000 році кредит ЄІБ був забезпечений для будівництва двох ділянок між розв'язкою Орізово та Старою Загорою (лот 1) і лоту 5 між Карнобатом і Бургасом, четвертим за величиною містом, розташованим на узбережжі Чорного моря. Автомагістраль дійшла до Старої Загори в 2007 році, а лот 5 був введений в експлуатацію в 2006 році.

## Галерея

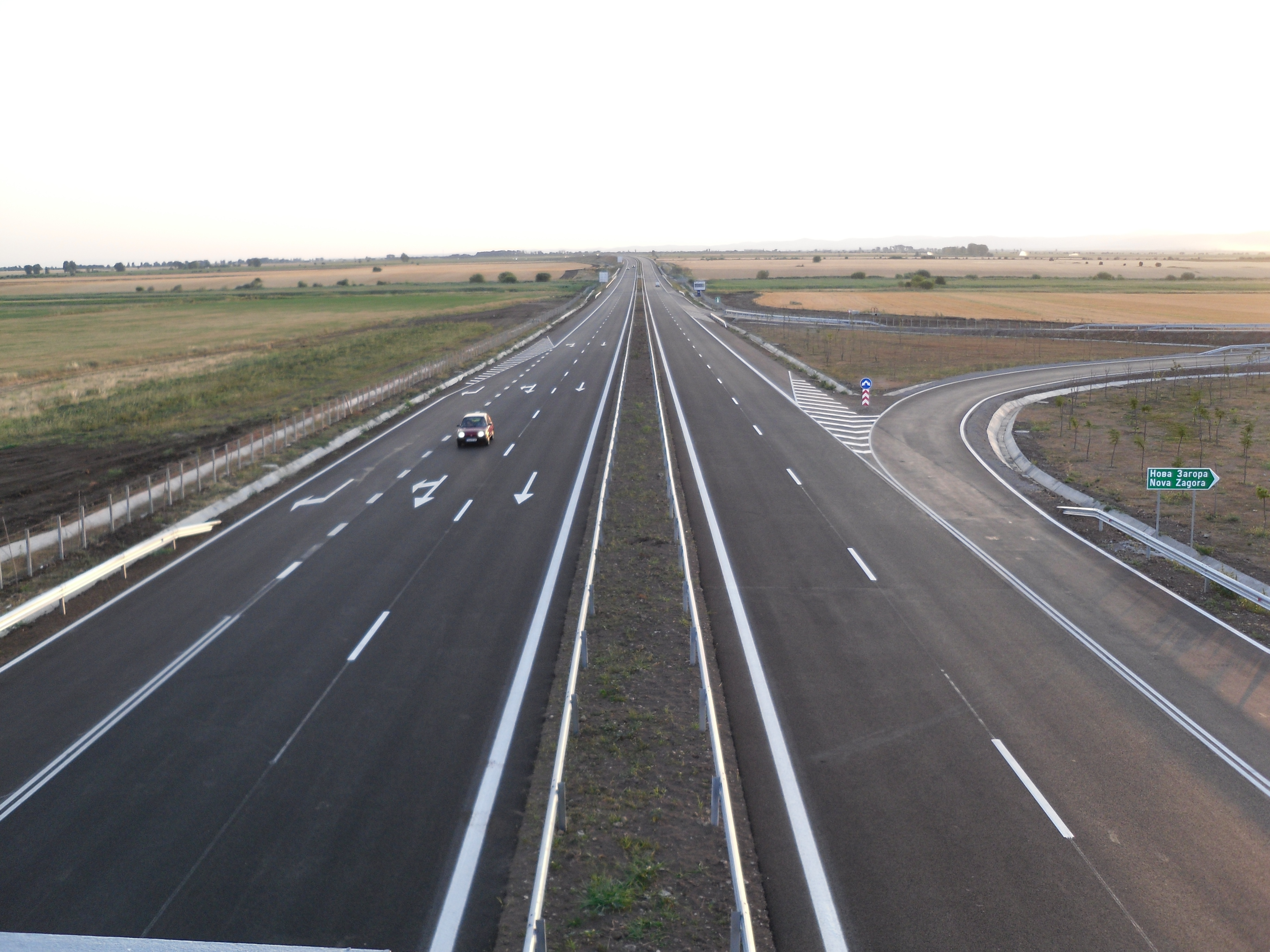
Тракія біля Нової Загори
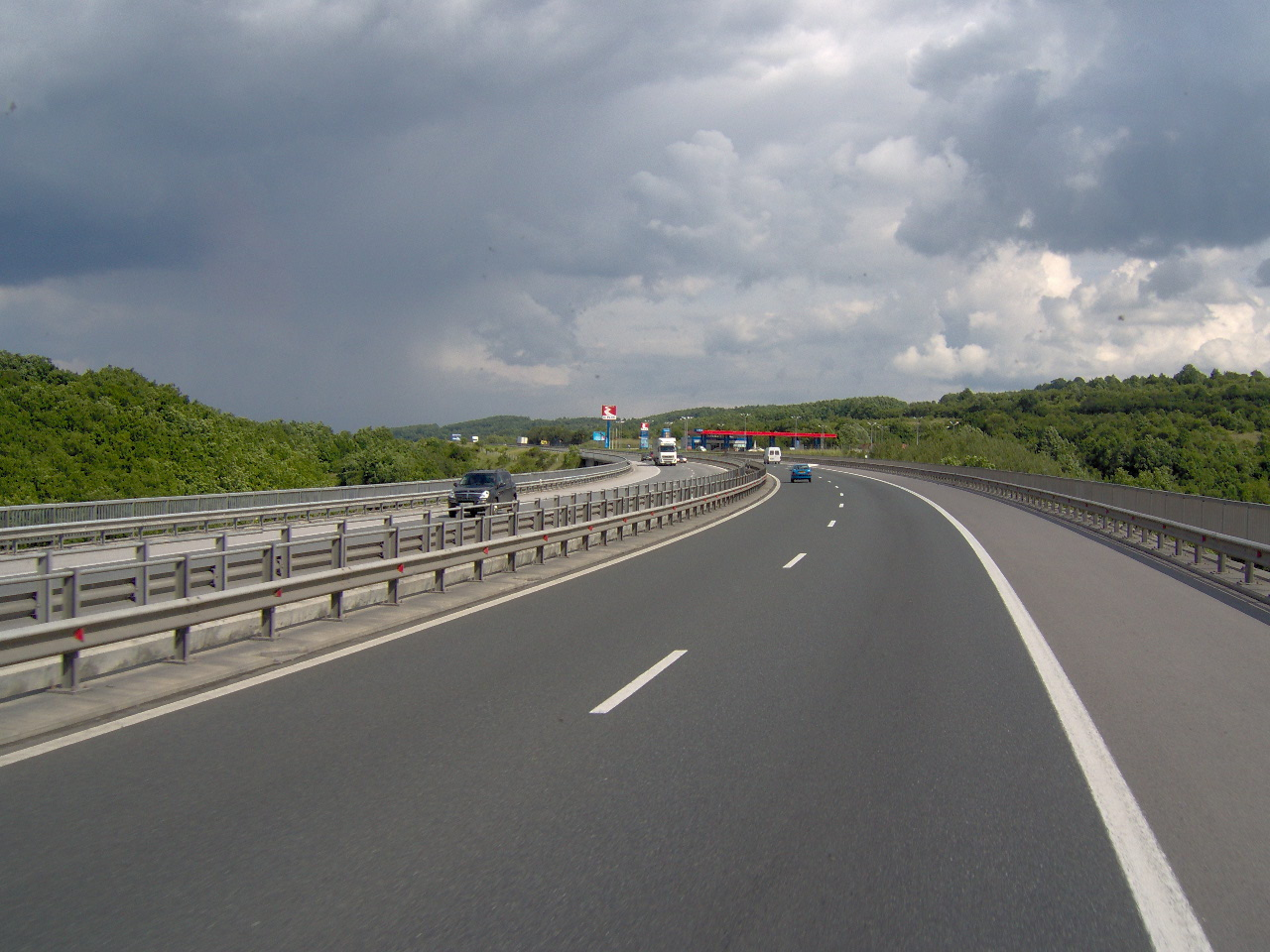
Тракія біля села Вакарел
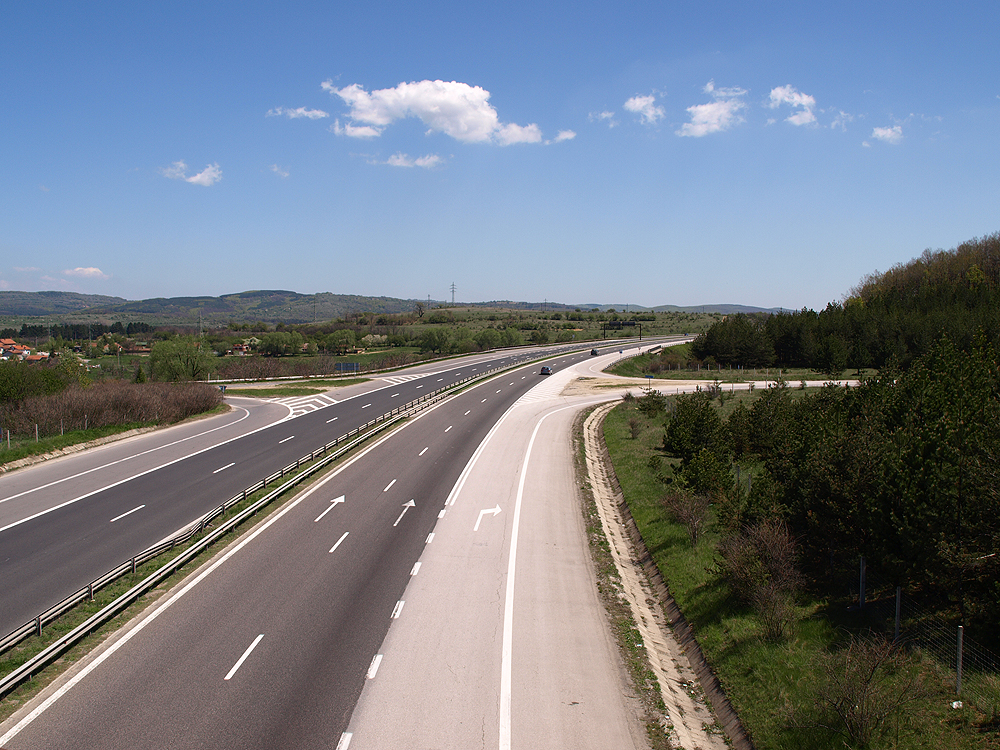
Автомагістраль Тракія на розв'язці Вакарел - Панагюриште
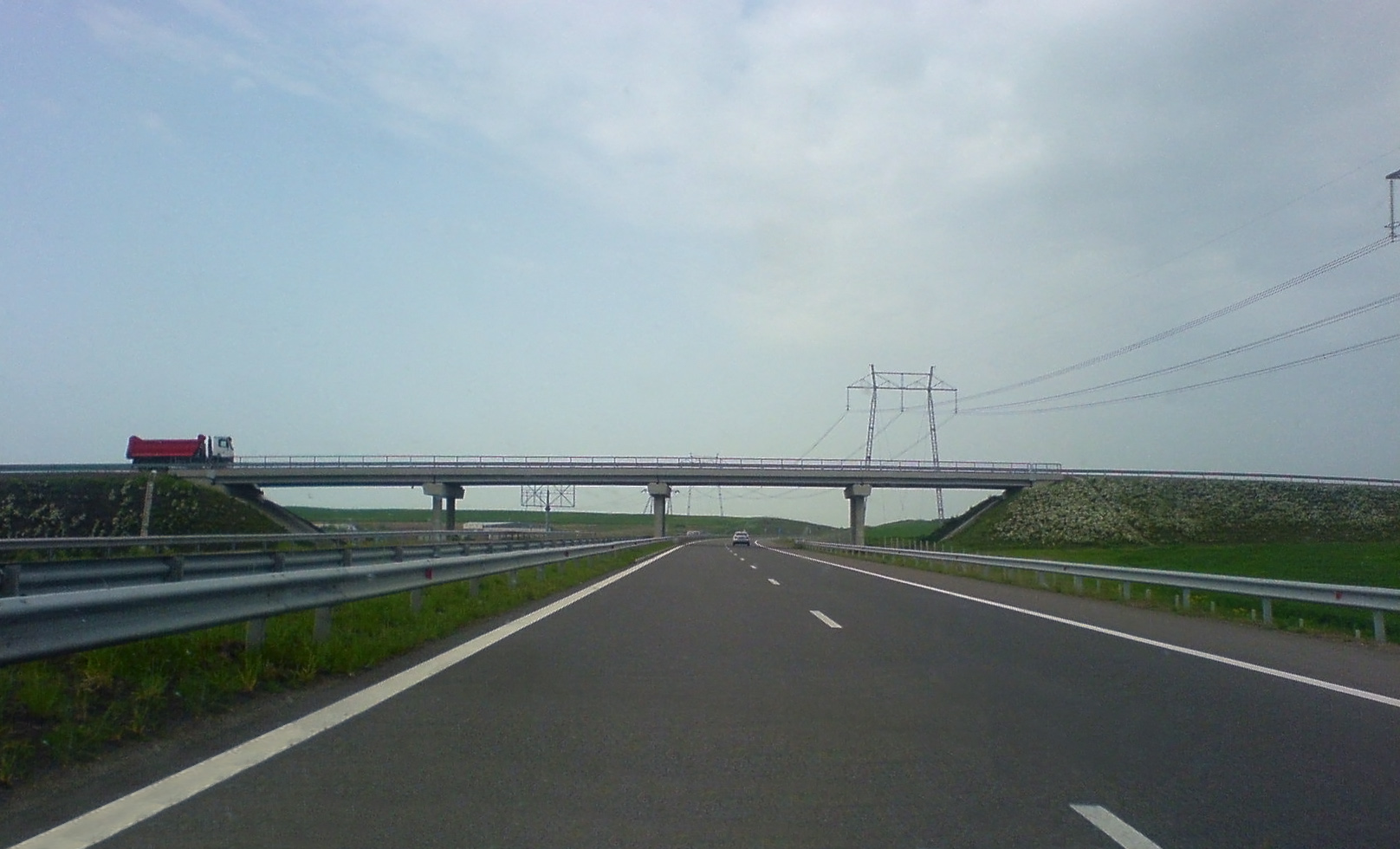
Автострада Тракія біля Бургаса